# Crique saisonnière
La crique saisonnière est une altération des pièces métalliques, caractérisée par une fissuration intercristalline, résultant de l'action combinée de contraintes mécaniques et de corrosion. Plus fréquemment rencontrée dans les alliages à base de cuivre, elle doit son nom au fait que les changements de température accélèrant le processus, la rupture de la pièce peut survenir lors d'un changement de saison.

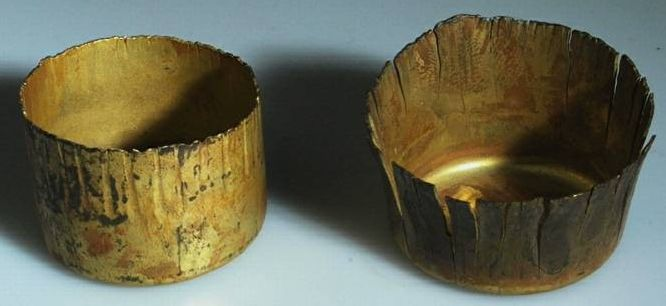
Laiton fissuré par une attaque ammoniacale

## Causes
Le mécanisme exact de la crique saisonnière n'est pas complètement élucidé, mais les facteurs influents comprennent la proximité d'agents corrosifs, les tensions internes (taux d'écrouissage) ou externes, la composition de l'alliage, les variations de température et la forme de la pièce.

### Agents corrosifs
Dans le cas particulier des alliages de cuivre, on peut citer en particulier les vapeurs ammoniacales, les solutions de sels de mercure et les vapeurs sulfureuses ou sulfuriques. En revanche, une atmosphère sèche ne favorise pas la condensation d'agents corrosifs, elle est donc peu propice à la crique saisonnière.
La susceptibilité aux sels de mercure est mise à profit (norme NF EN ISO 196:1995, Cuivre et alliages de cuivre corroyés - Détection des contraintes résiduelles - Essai au nitrate de mercure) pour mettre en évidence la présence de tensions résiduelles.
Historiquement, la crique saisonnière a été constatée sur des étuis de munitions en laiton, par les soldats britanniques en poste aux Indes au début du XXe siècle, lors de la mousson. La présence de vapeurs ammoniacales d'origine animale (purin), associée à des changements de température et un haut niveau d'humidité, conduisant à la condensation d'agents corrosifs, provoquait une recrudescence de bris en cette saison.

## Protection
La protection la plus efficace consiste à réaliser un recuit à moyenne température (250-325 °C) pendant 30 à 120 minutes.